# Distrito electoral local 21 de la Ciudad de México
El XXI Distrito Electoral Local de Ciudad de México es uno de los 33 distritos electorales locales en los que se encuentra dividido el territorio de Ciudad de México. Su cabecera es la alcaldía Iztapalapa.

## Ubicación
Limita al norte con el municipio de Nezahualcóyotl en el Estado de México, al noroeste con el distrito XI de Venustiano Carranza e Iztacalco, al sur con el distrito XXVIII y XXXI, al este con el distrito XXII y XXIX y al oeste con el distrito XXIV, todos ellos dentro de la alcaldía.

## Congreso de la Ciudad de México (desde 2018)
| Diputado                  | Grupo parlamentario | Legislatura | Periodo     |
| ------------------------- | ------------------- | ----------- | ----------- |
| Miguel Ángel Álvarez Melo |                     | I           | 2018 - 2021 |
| Indali Pardillo Cadena    |                     | II          | 2021 - 2024 |
| Manuel Talayero Pariente  |                     | III         | 2024 -      |

## Resultados electorales

### 2021
|  | 46.7926 % |

|  | 20.7402 % |

|  | 14.2462 % |

|  | 2.9216 % |

|  | 0.7747 % |

|  | 1.8348 % |

|  | 0.6925 % |

|  | 3.4942 % |

|  | 1.2770 % |

|  | 0.1213 % |

|  | 3.6272 % |

|  | 100.00 % |